# 韦氏鹟莺
，是雀形目柳莺科的一种鸟类。

## 特征
韦氏鹟莺体重约7.3克，翼长约56.2毫米，嘴峰长约11.8毫米，喙宽度约2.9毫米，喙厚度约2.4毫米，跗蹠长约18.1毫米，尾长约49.6毫米。韦氏鹟莺是部分迁徙的鸟类，其栖息在密集的高大树木组成的森林中，食性为肉食性，主要食物来源是陆生无脊椎动物。

## 亚种
- ：分布于巴基斯坦至北印度。
- ：分布于尼泊尔至中国西南部、缅甸和泰国北部。[4]